# رون برادلي
رون برادلي، هو مدرب كرة قدم إنجليزي، تولّى تدريب المنتخب الليبي لكرة القدم بداية من أواخر سنة 1976. يعتبر مؤسس كرة القدم بشكلها الحديث في ليبيا.

## مديرا فنيا للمنتخب الليبي
تولى تدريب المنتخب الليبي بعد سلسلة من الإخفاقات المتتالية التي لم ترض الجماهير الليبية خصوصا بعد المشاركة الباهتة للمنتخب في بطولة ألعاب البحر الأبيض المتوسطوكأس فلسطين سنة 1975ولكنه اصطدم ببعض المعوقات منها اصرار مسؤولي الكرة في ليبيا على الاعتماد على لاعبين نجوم في ذلك الوقتوالذين شاركو في البطولات السابقة ولم يحققو المطلوب منه كما شنت عليه وسائل الاعلام هجوما شرسا مشككة في امكانياتهوايضا تعليقا على المبلغ الذي كان سيتقاضاه كمدرب، لذلك أجل برادلي مشروعه الكروي إلى ان تحين الفرصة المناسبة فلعب بالنجوم الذين فرضهم اتحاد الكرة آنذاك فكانت النتائج قاسية بخسارة 3-0 أمام غينيا كوناكري في ملعب كوناكري بتاريخ 13-3-1977، وخسر الإياب على ملعب 28 مارس بنتيجة هدفين دون رد.

## مشروع برادلي الكروي
بعد النتائج القاسية للمنتخب الليبي لكرة القدم قام رون برادلي بالإعلان عن مشروعه الكروي حيث قام بتسريح جميع اللاعبين السابقين ما عدا الحارس الدولي الفيتوري رجب، وقام باستدعاء لاعبين شباب منهم صالح صولة بعد أن غيّر مركزه من لاعب الارتكاز إلى لاعب في خط الدفاع، واختار بانيو العائب وجمعة الشوشان وناجي القاضي وسعيد الشوشان ويوسف الشوشان وناصر بالحاج ومحمد الجهاني والرياني وعلي إبراهيم والمبروك المصراتي والهلالي وحسن النابولي والخريف وآخرين كونو نواة منتخب ليبي قوي كما كان له الفضل في استدعاء هداف العرب فوزي العيساوي، فكانت النتائج الفوز على منتخب تونس في تصفيات دورة الألعاب الأفريقية الثالثة في الجزائر عام 1978، ومن ثم الفوز على منتخب تونس 3-0، وهي نفس التشكيلة التي شاركت في كأس العالم 1978 وكانت المباراة بتاريخ 13\4\1979